# Roberto Wulff de la Fuente
Roberto Ernesto Otto Wulff de la Fuente (5 de agosto de 1925-11 de octubre de 2006) fue un militar argentino, perteneciente a la Armada, que alcanzó el rango de contraalmirante. Fue embajador de Argentina en Grecia entre 1979 y 1982, durante la dictadura autodenominada «Proceso de Reorganización Nacional».

## Biografía
Nació en La Plata el 5 de agosto de 1925.
Se desempeñó como director de Instrucción Naval entre 1976 y 1977. Posteriormente, fue titular del Comando de la Infantería de Marina entre 1977 y 1978. Luego fue jefe de Infantería de Marina del Estado Mayor General Naval entre 1978 y 1979.
Pasó a retiro en 1979 y fue designado embajador de Argentina en Grecia el 5 de julio de ese año, por decreto S n.º 1604 del presidente de facto Jorge Rafael Videla. Presentó su renuncia al cargo en 1982, la cual fue aceptada el 23 de abril de ese año (resolución n.º 442 del ministro de Relaciones Exteriores Nicanor Costa Méndez, publicada el 10 de junio de 1982).
Fue beneficiado por la Ley de Punto Final de 1986.
Falleció el 11 de octubre de 2006.